# Dario Šarić
Pour les articles homonymes, voir Šarić.
Dario Šarić, né le 8 avril 1994 à Šibenik en Croatie, est un joueur croate de basket-ball. Il mesure 2,08 m et évolue au poste d'ailier fort voire de pivot.

## Biographie
Šarić évolue principalement au poste d'ailier mais sa grande taille et ses très bonnes qualités de passeur font qu'il peut jouer à toutes les positions.

### KK Zagreb (2010-2012)
Šarić est prêté par le KK Zagreb au KK Dubrava pour la saison 2010-2011. Il marque 17,7 points en moyenne, prend 9,7 rebonds et offre 3,5 passes décisives,. Il joue toutefois avec le KK Zagreb en ligue adriatique et dans les compétitions internationales junior.
En avril 2011, il est le plus jeune joueur de la sélection mondiale à participer à cette édition du Nike Hoop Summit, et marque 7 points. À son retour du Hoop Summit, il marque en moyenne 21 points (50 % au tir), prend 13 rebonds, offre 6,2 passes décisives et vole 2 ballons. Le 8 mai, l'équipe de jeunes du KK Zagreb remporte le Nike International Junior Tournament. En finale, Šarić marque 19 point, prend 14 rebonds et offre 10 passes décisives. Il est nommé meilleur joueur de la compétition (avec en moyenne 20,3 points, 12,3 rebonds et 6,3 passes décisives).
Il rejoint le KK Zagreb au début de la saison 2011-2012. Dans une équipe de haut niveau, qui participe à l'Euroligue 2011-2012, Šarić joue peu. Il demande et obtient son transfert sur prêt au KK Zadar en décembre pour avoir plus de temps de jeu.
En décembre 2011, il mène l'équipe de jeunes du KK Zagreb à la victoire dans le Nike International Junior Tournament de Città di Roma, tournoi qualificatif pour le NIJT en mai 2012. Šarić est nommé meilleur joueur de la compétition avec en moyenne 19,8 points, 14,5 rebonds, 3,5 passes décisives et 3,5 interceptions.

### Cibona Zagreb (2012-2014)
En juillet 2012, Šarić signe un contrat de 5 ans avec CBD Bilbao, club de première division espagnole. Šarić est d'abord annoncé en prêt au Cibona Zagreb pour la saison 2012-2013 puis au Cedevita Zagreb et enfin au club bosnien du HKK Široki et finalement au KK Split. Mais le tribunal d'arbitrage de la FIBA annule en octobre 2012 le contrat qui lie Šarić à Bilbao à cause du montant de l'indemnité de transfert payée au KK Zagreb,. Annoncé à Fenerbahçe, Šarić signe finalement un contrat de 4 ans avec le Cibona Zagreb.
En février 2013, Šarić arrive deuxième dans le vote du meilleur jeune joueur européen de l'année 2012, derrière le Lituanien Jonas Valančiūnas.
Après avoir annoncé qu'il resterait en Europe pour parfaire son jeu, Šarić annonce en avril 2013 qu'il se présente à la draft 2013 de la NBA puis retire sa candidature en juin.
En janvier 2014, il est co-MVP de la 15e journée de saison régulière de la Ligue adriatique de basket-ball avec son coéquipier Jerel Blassingame. Šarić marque 22 points, prend 12 rebonds et fait 4 interceptions dans la victoire du Cibona contre Union Olimpija.
En février 2014, Šarić est nommé meilleur jeune joueur de l'année 2013 par la FIBA Europe, devançant Kenan Sipahi et Giannis Antetokounmpo.
En avril 2014, Šarić réalise un triple-double (20 points, 13 rebonds et 10 passes décisives) dans la victoire du Cibona face au KK Zagreb. Meilleur marqueur et deuxième meilleur rebondeur, il est nommé meilleur joueur de la saison régulière ainsi que dans le meilleur cinq de la Ligue adriatique pour la saison 2013-2014 avec Boban Marjanović et DeMarcus Nelson de l'Étoile rouge et Bogdan Bogdanović et Joffrey Lauvergne du Partizan Belgrade. Sur la saison régulière, il marque en moyenne 16,3 points, prend 9,5 rebonds et fait 3 passes décisives.

### Anadolu Efes (2014-2016)
Le 24 juin 2014, Šarić signe un contrat de deux ans avec une année supplémentaire en option avec l'Anadolu Efes, club de première division turque,. Le nouvel entraîneur de l'Efes, Dušan Ivković, recrute d'autres grands joueurs comme Stéphane Lasme, Stratos Perperoglou ou Nenad Krstić.
Le 26 juin 2014, Šarić est choisi en 12e position par le Magic d'Orlando lors de la draft 2014 de la NBA. Ses droits sont toutefois aussitôt transférés aux 76ers de Philadelphie, en compagnie du choix d'un premier tour de la draft 2017 et d'un choix du second tour de la draft 2015 contre Elfrid Payton, sélectionné deux rangs plus haut.
Šarić est élu meilleur joueur du mois de novembre 2014 de l'Euroligue. À 20 ans et 7 mois, il devient ainsi le plus jeune joueur élu MVP du mois en Euroligue, battant le précédent record de Nikola Mirotić. Ce record ne lui appartient plus aujourd'hui, détrôné en octobre 2017 par Luka Dončić alors âgé de 18 ans et 8 mois. 
En janvier 2015, Šarić est de nouveau élu meilleur jeune joueur européen de l'année 2014,.

### 76ers de Philadelphie (2016-2018)
Le 15 juin 2016, Šarić rejoint Philadelphie et intègre l'effectif des Sixers afin de commencer sa carrière en NBA.

### Timberwolves du Minnesota (2018-2019)
Le 12 novembre 2018, il est envoyé aux Timberwolves du Minnesota en compagnie de Robert Covington et de Jerryd Bayless en échange de Jimmy Butler et de Justin Patton.

### Suns de Phoenix (2019-2023)
Le 6 juillet 2019, il est transféré aux Suns de Phoenix avec le 11e choix de la draft 2019 contre le 6e choix,.
Le 23 novembre 2020, il se réengage pour trois saisons et 27 millions de dollars avec les Suns de Phoenix.

### Thunder d'Oklahoma City (2023)
En février 2023, il est transféré au Thunder d'Oklahoma City en échange de Darius Bazley.

### Warriors de Golden State (2023-2024)
Début juillet 2023, il signe pour une saison avec les Warriors de Golden State.

### Nuggets de Denver (2024-2025)
Agent libre à l'été 2024, il signe avec les Nuggets de Denver pour deux ans et 10,6 millions de dollars.

### Kings de Sacramento (depuis 2025)
Il est transféré en juillet 2025 vers les Kings de Sacramento en échange de Jonas Valančiūnas.

### Sélection nationale
Dario Šarić est sélectionné dans l'équipe nationale croate pour le Championnat d'Europe de basket-ball masculin des 16 ans et moins en 2010 à Bar. La Croatie remporte le tournoi. Šarić, meilleur marqueur (24,3 points en moyenne par rencontre), meilleur rebondeur (11,5 rebonds) et deuxième meilleur passeur (5,8 passes décisives), est élu meilleur joueur du tournoi. En finale, contre la Lituanie, il réussit un triple-double (30 points, 11 passes décisives et 11 rebonds), devenant le second joueur à réaliser cet exploit (après Ricky Rubio en 2006). Il participe ensuite au Championnat d'Europe des 18 ans et moins où la Croatie finit 5e. Il marque 12,8 points et prend 5,4 rebonds en moyenne.
En juillet 2011, Šarić participe au Championnat du monde des 19 ans et moins (il a alors 2 ans de moins que la plupart des autres joueurs). L'équipe est éliminée en quart-de-finale par l'Argentine et finit à la 8e place. Šarić est le 4e meilleur marqueur (avec 18,1 points de moyenne) et le 3e meilleur rebondeur (avec 10,1 rebonds de moyenne) de la compétition.
Šarić participe au Championnat d'Europe des 18 ans et moins en 2012 à Liepāja et Vilnius avec la Croatie. En finale, Šarić marque 39 points (à 15 sur 24 au tir), prend 11 rebonds et fait 4 passes et la Croatie remporte la compétition face à la Lituanie (76-88). Šarić est nommé meilleur joueur de la compétition : il est le meilleur marqueur avec 25,6 points par rencontre, le second meilleur rebondeur derrière le Français Mouhammadou Jaiteh avec 10,1 rebonds par rencontre. Il fait partie de l'équipe-type de la compétition avec le Russe Mikhaïl Koulaguine, les Serbes Nikola Radičević et Nikola Janković et le Lituanien Marius Grigonis.
Šarić participe au Championnat du monde de basket-ball masculin des 19 ans et moins 2013. La Croatie, sans Mario Hezonja, est battue en quart de finale par la Serbie et finit à la 8e place. Šarić termine la compétition deuxième meilleur rebondeur (11,2, derrière Martin Peterka), deuxième meilleur passeur (4,9, derrière Radovan Kouřil) et deuxième meilleur marqueur (20,3, derrière Tyler Ennis McIntyre). Il est nommé dans l'équipe-type de la compétition avec le MVP américain Aaron Gordon, l'Américain Jahlil Okafor, l'Australien Dante Exum et le Serbe Vasilije Micić,. Il participe ensuite au Championnat d'Europe où la Croatie obtient la 4e place.
À l'été 2014, il participe à la Coupe du monde avec la Croatie. Lors d'une rencontre du premier tour contre l'Argentine, Šarić perd 6 dents de devant. Le lendemain, il choisit de jouer la rencontre contre le Sénégal.
À l'été 2016, il remporte le Tournoi préolympique olympique de Turin avec la Croatie et participe donc aux Jeux olympiques de Rio au Brésil. Son équipe est battue par la Serbie en quart de finale.

## Statistiques NBA

### Saison régulière
| Saison    | Équipe        | Matchs | Titul. | Min./m | % Tir | % 3pts | % LF | Rbds/m. | Pass/m. | Int/m. | Ctr/m. | Pts/m. |
| --------- | ------------- | ------ | ------ | ------ | ----- | ------ | ---- | ------- | ------- | ------ | ------ | ------ |
| 2016-2017 | Philadelphie  | 81     | 36     | 26,3   | 41,1  | 31,1   | 78,2 | 6,33    | 2,25    | 0,70   | 0,37   | 12,84  |
| 2017-2018 | Philadelphie  | 78     | 73     | 29,6   | 45,3  | 39,3   | 86,0 | 6,67    | 2,59    | 0,65   | 0,26   | 14,63  |
| 2018-2019 | Philadelphie  | 13     | 13     | 30,4   | 36,4  | 30,0   | 90,0 | 6,69    | 2,00    | 0,31   | 0,23   | 11,08  |
| 2018-2019 | Minnesota     | 68     | 28     | 23,9   | 45,4  | 38,3   | 87,5 | 5,46    | 1,49    | 0,60   | 0,09   | 10,50  |
| 2019-2020 | Phoenix       | 66     | 51     | 24,7   | 47,6  | 35,7   | 84,4 | 6,17    | 1,86    | 0,56   | 0,24   | 10,67  |
| 2020-2021 | Phoenix       | 50     | 4      | 17,4   | 44,7  | 34,8   | 84,8 | 3,80    | 1,30    | 0,60   | 0,10   | 8,70   |
| 2022-2023 | Phoenix       | 37     | 12     | 14,4   | 42,7  | 39,1   | 81,8 | 3,80    | 1,50    | 0,40   | 0,10   | 5,80   |
| 2022-2023 | Oklahoma City | 20     | 0      | 13,7   | 51,5  | 39,1   | 84,4 | 3,30    | 0,90    | 0,40   | 0,10   | 7,40   |
| 2023-2024 | Golden State  | 64     | 9      | 17,2   | 46,6  | 37,6   | 84,9 | 4,40    | 2,30    | 0,50   | 0,20   | 8,00   |
| 2024-2025 | Denver        | 16     | 4      | 13,1   | 36,2  | 26,9   | 70,0 | 3,10    | 1,40    | 0,40   | 0,10   | 3,50   |
| Carrière  | Carrière      | 493    | 230    | 22,5   | 44,4  | 36,0   | 83,7 | 5,30    | 1,90    | 0,60   | 0,20   | 10,40  |

Mise à jour le 1er juillet 2025

### Playoffs
| Saison   | Équipe       | Matchs | Titul. | Min./m | % Tir | % 3pts | % LF | Rbds/m. | Pass/m. | Int/m. | Ctr/m. | Pts/m. |
| -------- | ------------ | ------ | ------ | ------ | ----- | ------ | ---- | ------- | ------- | ------ | ------ | ------ |
| 2018     | Philadelphie | 10     | 10     | 32,9   | 42,1  | 38,5   | 85,0 | 7,30    | 3,50    | 1,00   | 0,40   | 17,20  |
| 2021     | Phoenix      | 14     | 0      | 10,5   | 46,7  | 44,4   | 92,9 | 2,50    | 1,00    | 0,10   | 0,10   | 4,50   |
| Carrière | Carrière     | 24     | 10     | 19,8   | 43,2  | 40,0   | 87,0 | 4,50    | 2,00    | 0,50   | 0,20   | 9,80   |

## Records sur une rencontre en NBA
Les records personnels de Dario Šarić en NBA sont les suivants, :
| Type de statistique        | Saison régulière | Saison régulière           | Saison régulière | Playoffs | Playoffs            | Playoffs      |
| Type de statistique        | Record           | Adversaire                 | Date             | Record   | Adversaire          | Date          |
| -------------------------- | ---------------- | -------------------------- | ---------------- | -------- | ------------------- | ------------- |
| Points                     | 32               | @ Bulls de Chicago         | 24 mars 2017     | 27       | @ Celtics de Boston | 9 mai 2018    |
| Paniers marqués            | 12               | @ Bulls de Chicago         | 24 mars 2017     | 9        | Celtics de Boston   | 7 mai 2018    |
| Paniers tentés             | 20               | 3 fois                     | 3 fois           | 20       | Heat de Miami       | 16 avril 2018 |
| Paniers à 3 points réussis | 5                | 3 fois                     | 3 fois           | 4        | 2 fois              | 2 fois        |
| Paniers à 3 points tentés  | 11               | @ Pistons de Détroit       | 23 octobre 2018  | 10       | Heat de Miami       | 16 avril 2018 |
| Lancers francs réussis     | 9                | Warriors de Golden State   | 27 février 2017  | 8        | @ Celtics de Boston | 9 mai 2018    |
| Lancers francs tentés      | 10               | 3 fois                     | 3 fois           | 11       | @ Celtics de Boston | 9 mai 2018    |
| Rebonds offensifs          | 9                | Bulls de Chicago           | 24 novembre 2018 | 6        | @ Heat de Miami     | 21 avril 2018 |
| Rebonds défensifs          | 17               | @ Nuggets de Denver        | 24 novembre 2019 | 6        | 3 fois              | 3 fois        |
| Rebonds totaux             | 17               | 2 fois                     | 2 fois           | 10       | @ Celtics de Boston | 9 mai 2018    |
| Passes décisives           | 9                | Raptors de Toronto         | 21 décembre 2017 | 5        | Heat de Miami       | 24 avril 2018 |
| Interceptions              | 5                | @ Warriors de Golden State | 30 octobre 2019  | 4        | Heat de Miami       | 16 avril 2018 |
| Contres                    | 3                | 2 fois                     | 2 fois           | 1        | 5 fois              | 5 fois        |
| Balles perdues             | 6                | 4 fois                     | 4 fois           | 5        | Heat de Miami       | 16 avril 2018 |
| Minutes jouées             | 49               | Thunder d'Oklahoma City    | 15 décembre 2017 | 40       | @ Celtics de Boston | 9 mai 2018    |

- Double-double : 40 (dont 1 en playoffs)
- Triple-double : 0

Dernière mise à jour : 8 décembre 2023

## Vie privée
Šarić est le fils de Predrag Šarić, un ancien joueur professionnel de basket-ball ayant évolué au KK Šibenik avec Dražen Petrović et de Vesa Šarić,.